# Кавадини, Огюст
Огюст Кавадини (фр. Auguste Cavadini) — французский стрелок, бронзовый призёр летних Олимпийских игр 1900, чемпион и призёр чемпионатов мира.
На чемпионате мира 1897 в Лионе Кавадини стал бронзовым призёром среди команд. На следующем чемпионате в Турине он стал чемпионом среди команд и получил бронзовую награду в индивидуальной стрельбе стоя.
На Олимпийских играх в Париже Кавадини участвовал в соревнованиях по стрельбе из армейской винтовки. В стрельбе стоя он занял 10-е место с 278 очками, с колена 17-ю позицию с 286 баллами, и лёжа 7-е место с 316 очками. В стрельбе из трёх позиций, в которой все ранее набранные очки складывались, Кавадини стал 11-м. В командном соревновании его сборная стала третьей, получив бронзовые медали.
После Игр он ещё участвовал в чемпионатах мира 1901 и 1902, и получил ещё три бронзовые медали в командной стрельбе и в соревновании лёжа.